# Зігфрід Хьольдтке
Зігфрід Хьольдтке — східнонімецький дипломат. Генеральний консул Німецької Демократичної Республіки в Києві.

## Життєпис
Коли в Києві закривалося Генеральне консульство НДР у 1990 році, зі слів Володимира Огризка, його керівник Зігфрід Хьольдтке плакав, їдучи з України. Він був переконаним німецьким комуністом і боявся повертатися на батьківщину. Розумів, що нова система, яка будується в Німеччині, викине його з соціального процесу. До речі, люстрацію там провели по-німецьки швидко, чітко і зрозуміло.,

## Нагороди та відзнаки
- Почесна Грамота Президії Верховної Ради Української РСР (1990[3]),